# Okręgowe rozgrywki w piłce nożnej woj. olsztyńskiego, elbląskiego i suwalskiego (1997/1998)
Drużyny z województwa olsztyńskiego, elbląskiego i suwalskiego występujące w ligach centralnych i makroregionalnych:
- I liga – Stomil Olsztyn
- II liga – Jeziorak Iława, Warmia Olsztyn
- III liga – Zatoka Braniewo, Błękitni Orneta, Pomezania Malbork, Rodło Kwidzyn
- IV liga – Granica Kętrzyn, Sokół Ostróda, Victoria Bartoszyce, Warfama Dobre Miasto, Start Działdowo, Stomil II Olsztyn, Agro-Lega Kormoran Bystry, Gwardia Szczytno, Mazur Ełk

Rozgrywki okręgowe:
- OZPN Olsztyn:

- - Klasa okręgowa (V poziom rozgrywkowy)
  - Klasa A - 2 grupy (VI poziom rozgrywkowy)
  - Klasa B - podział na grupy (VII poziom rozgrywkowy)
  - klasa C - podział na grupy (VIII poziom rozgrywkowy)

- OZPN Elbląg:

- - IV liga  (IV poziom rozgrywkowy)
  - Klasa okręgowa (V poziom rozgrywkowy)
  - Klasa A - 2 grupy (VI poziom rozgrywkowy)
  - klasa B - podział na grupy (VII poziom rozgrywkowy)
  - klasa C - podział na grupy (VIII poziom rozgrywkowy)

- OZPN Suwałki:

- - Klasa okręgowa (V poziom rozgrywkowy)
  - Klasa A (VI poziom rozgrywkowy)

## Klasa okręgowa

### grupa Olsztyn
| Poz. | Klub         | M  | Pkt. | Bramki |
| ---- | ------------ | -- | ---- | ------ |
| 1    | Motor Lubawa | 26 |      |        |

14 zespołów, brak tabeli

### grupa Elbląg
| Poz. | Klub                   | Pkt. | Bramki |
| ---- | ---------------------- | ---- | ------ |
| ?    | Polonia Pasłęk         |      |        |
| ?    | Gmina Lichnowy         |      |        |
| ?    | LZS Nowa Wioska (b)    |      |        |
| ?    | Powiśle Stary Targ (s) |      |        |
| ?    | Grom Nowy Staw (b)     |      |        |
| ?    | Płomień Sadowo         |      |        |
| ?    | Complex Rakowiec       |      |        |
| ?    | Sokół Mareza           |      |        |
| ?    | Gmina Stary Dzierzgoń  |      |        |
| ?    | Granica Zagaje         |      |        |
| ?    | Gmina Braniewo         |      |        |
| ?    | Relax Ryjewo           |      |        |
| ?    | Spójnia Sadlinki (s)   |      |        |
| ?    | Bałtyk Sztutowo        |      |        |
| ?    | Błękitni Stare Pole    |      |        |
| ?    | Zatoka II Braniewo     |      |        |

### grupa Suwałki
| Poz. | Klub                        | M  | Pkt. | Bramki |
| ---- | --------------------------- | -- | ---- | ------ |
| 1    | STP Adidas Suwałki          | 26 | 60   | 81-31  |
| 2    | Mazur Pisz                  | 26 | 57   | 70-30  |
| 3    | Rominta Gołdap              | 26 | 50   | 70-37  |
| 4    | Czarni Olecko               | 26 | 48   | 46-35  |
| 5    | Vęgoria Węgorzewo           | 26 | 46   | 65-50  |
| 6    | Orkan Drygały               | 26 | 41   | 55-56  |
| 7    | Pomorzanka Sejny            | 26 | 40   | 65-40  |
| 8    | Mamry Giżycko               | 26 | 36   | 50-45  |
| 9    | Polonez Nowa Wieś Ełcka (b) | 26 | 36   | 33-40  |
| 10   | Nida Ruciane-Nida (s)       | 26 | 29   | 38-46  |
| 11   | Pogoń Ryn                   | 26 | 25   | 48-75  |
| 12   | Mazur Wydminy (b)           | 26 | 19   | 26-78  |
| 13   | Kłobuk Mikołajki            | 26 | 18   | 24-56  |
| 14   | Orzeł Stare Juchy (b)       | 26 | 16   | 29-81  |

#### Baraże o klasę okręgową
Mazur Wydminy - Polonia Raczki 2:3/0:7

### OZPN Ciechanów i OZPN Toruń
brak danych

## Klasa A

### Olsztyn
2 grupy

### Elbląg

#### grupa I
- awans: brak

#### grupa II
| Poz. | Klub                   | Pkt. | Bramki |
| ---- | ---------------------- | ---- | ------ |
| 1    | Relaks Płoskinia       | 40   | 61-15  |
| 2    | Wisła Drewnica         | 31   | 33-14  |
| 3    | Delta Miłoradz (b)     | 25   | 43-36  |
| 4    | Piast Wilczęta         | 18   | 33-33  |
| 5    | Nadmorzanin Stegna (b) | 17   | 33-32  |
| 6    | Zalew Batorowo         | 16   | 28-46  |
| 7    | Lisovia Lisewo         | 11   | 15-44  |
| 8    | LKS Piórkowo (b)       | 5    | 8-34   |
| 9    | LZS Pomorska Wieś      | 5    | 8-34   |
| 10   | LZS Markusy (b)        | 5    | 8-34   |

- Wisła Drewnica wycofała się po sezonie

### grupa Suwałki
| Poz. | Klub                  | M  | Pkt. | Bramki |
| ---- | --------------------- | -- | ---- | ------ |
| 1    | Druglin Rożyńsk       | 18 | 40   | 43-15  |
| 2    | Płomień Ełk           | 18 | 39   | 56-25  |
| 3    | Polonia Raczki        | 18 | 33   | 58-34  |
| 4    | MKS Orzysz            | 18 | 27   | 50-40  |
| 5    | Rospuda Filipów       | 18 | 26   | 56-46  |
| 6    | Olimpia Miłki         | 18 | 22   | 37-39  |
| 7    | Mazur II Ełk          | 18 | 21   | 43-54  |
| 8    | Pogoń Banie Mazurskie | 18 | 19   | 39-46  |
| 9    | Unia Woźnice          | 18 | 18   | 25-46  |
| 10   | Huragan Olszewo       | 18 | 10   | 15-77  |

- Mazur II Ełk wycofał się z rozgrywek po sezonie

## Klasa B

### Olsztyn
- 4 grupy

### Elbląg
brak danych